# Айтжанов, Андамас
Андамас Айтжанов (1889 год, Туркестанский край, Российская империя — 1968 год) — колхозник, скотник колхоза «Шатыр-агаш» Каркаралинского района Карагандинской области. Герой Социалистического Труда (1949).

## Биография
Родился в 1889 году.
С раннего детства работал батраком.
В 1930 году вступил в колхоз «Шатыр-агаш» Каркаралинского района Карагандинской области. Работал скотником. Ежегодно перевыполнял план по сдаче шерсти и по выращиванию ягнят.
В 1948 году получил от 116 голов крупного рогатого скота в среднем по 1060 грамм суточного привеса. За получение высокой продуктивности животноводства удостоен звания Героя Социалистического Труда указом Президиума Верховного Совета СССР от 12 июля 1949 года с вручением ордена Ленина и золотой медали «Серп и Молот».
Работал в совхозе имени Фрунзе до выхода на пенсию в 1957 году.
Скончался в 1968 году.
Награды
- Герой Социалистического Труда (1949);
- Орден Ленина (1949).